# Agra (California)
Agra es un área no incorporada ubicada en el condado de San Diego en el estado estadounidense de California.

## Geografía
Agra se encuentra ubicada en las coordenadas 33°20′0″N 117°30′0″O / 33.33333, -117.50000.